# 알키비아데스 1
《알키비아데스 1》(그리스어: Αλκιβιαδης α)은 알키비아데스와 소크라테스의 대화를 다룬 대화편으로, 플라톤이 썼다고 하나 진위 여부를 놓고 학계에 논란이 있다.

## 내용
짧은 서문에서 소크라테스는 알키비아데스에 대한 자신의 무한한 사랑을 드러낸다. 그 다음으로는 알키비아데스에게 자신이 필요한 여러 이유를 밝히고 있다. 책 말미에 이르면, 아테나이의 젋은이인 알키비아데스는 소크라테스의 논증에 설복되는데, 소크라테스는 궁극적으로 알키비아데스가 정계에 진출하는 것을 만류하고자 한다. 고대에 《알키비아데스 1》은 플라톤 철학의 훌륭한 입문서로 평가받았으며, 그런 까닭에 (고대 이래로) 이 대화편에 플라톤 전집에 수록된 듯 하다.

## 같이 보기
- 《알키비아데스 I·II - 원제 Alkibiades 정암학당 플라톤 전집 3》, 김주일, 정준영(옮김), 이제이북스, 2014.